# بيت البكيلي (المحويت)

تعديل مصدري - تعديل

بيت البكيلي هي إحدى قرى عزلة ثامر بمديرية المحويت التابعة لمحافظة المحويت، بلغ تعداد سكانها 123 نسمة حسب تعداد اليمن لعام 2004.